# Pierre et Jean Mercier
Pour les articles homonymes, voir Pierre Mercier, Jean Mercier et Mercier.

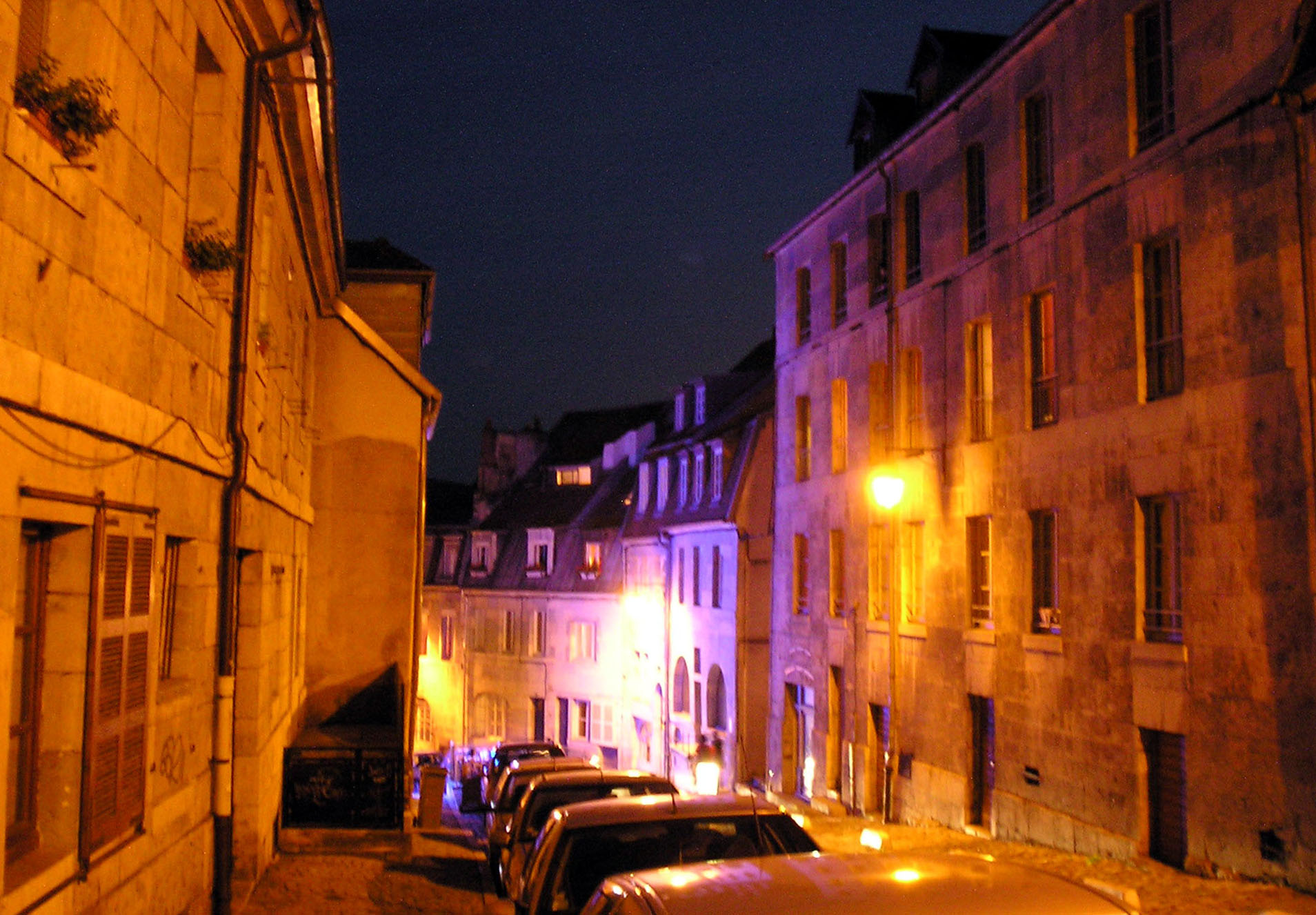
Rue des frères Mercier à Besançon.

Pierre (né le 11 décembre 1923 à Besançon, exécuté le 11 décembre 1944 dans la même ville) et Jean (né en août 1924 à Besançon, supplicié le 29 août 1944 dans la même ville) Mercier, sont deux jeunes étudiants assassinés par les nazis pour leurs activités dans la Résistance,. Une rue de Besançon a été renommée en leur honneur dans le quartier de Battant, alors que Pierre obtint la mention mort pour la France, le titre de Déporté-Interné résistant ainsi que la Médaille de la Résistance.